# Francisque Joseph Duret
Francisque Joseph Duret, född 19 oktober 1804, död 1865, var en fransk skulptör.
Duret utbildades först under sin far, som var en anlitad skulptör, och framträdde med elegant utförda, anatomiskt välstuderade rörelsemotiv, bland annat Neapolitansk dansare (i Parisoperans foajé), som blev hans stora genombrott, och fick i Paris uppdrag för Madeleinekyrkan, uppförde frontonskulpturerna Frankrike beskyddande sina barn på Louvrens nybyggnad, Mikael och draken på Place S:t Michel med flera. Hans sista arbete var Rachel som Fædra i Théâtre-Français foajé. Som lärare fick Duret stor betydelse för nästa generations bildhuggare.